# 北疆薹草
北疆薹草（学名：Carex arcatica）为莎草科薹草属下的一个种。分布在中亚地区、俄罗斯以及中国大陆的宁夏、青海、新疆、甘肃等地，生长于海拔100米至3,250米的地区，一般生长在沼泽地、河岸阶地以及水旁。